# Sportgemeinschaft Dynamo Dresden 2007-2008
Questa voce raccoglie le informazioni riguardanti il Dinamo Dresda nelle competizioni ufficiali della stagione 2007-2008.

## Stagione
Nella stagione 2007-2008 il Dinamo Dresda, allenato da Norbert Meier e Eduard Geyer, concluse il campionato di Regionalliga nord all'8º posto. In Coppa di Germania il Dinamo Dresda fu eliminato al primo turno dal Bochum.

## Rosa
| N. |                          | Ruolo | Calciatore       |
| -- | ------------------------ | ----- | ---------------- |
| 1  | Germania (bandiera)      | P     | Oliver Herber    |
| 2  | Liechtenstein (bandiera) | D     | Martin Stocklasa |
| 3  | Germania (bandiera)      | D     | Volker Oppitz    |
| 4  | Rep. Ceca (bandiera)     | D     | Tomáš Votava     |
| 5  | Germania (bandiera)      | D     | Thomas Hübener   |
| 6  | Germania (bandiera)      | D     | Daniel Ernemann  |
| 7  | Germania (bandiera)      | A     | Sebastian Helbig |
| 8  | Ucraina (bandiera)       | C     | Igor Bendovskyi  |
| 9  | Germania (bandiera)      | A     | Thomas Bröker    |
| 10 | Rep. Ceca (bandiera)     | C     | Ivo Ulich        |
| 11 | Rep. Ceca (bandiera)     | A     | Pavel David      |
| 13 | Germania (bandiera)      | C     | Christian Hauser |
| 14 | Germania (bandiera)      | C     | Michael Kügler   |
| 15 | Germania (bandiera)      | C     | Sascha Pfeffer   |
| 17 | Germania (bandiera)      | C     | Lars Jungnickel  |

| N. |                       | Ruolo | Calciatore       |
| -- | --------------------- | ----- | ---------------- |
| 18 | Germania (bandiera)   | A     | Patrick Würll    |
| 19 | Germania (bandiera)   | C     | Jens Truckenbrod |
| 20 | Germania (bandiera)   | P     | Marcus Hesse     |
| 22 | Germania (bandiera)   | P     | Christian Person |
| 23 | Germania (bandiera)   | P     | Daniel Zacher    |
| 25 | Germania (bandiera)   | D     | Ronald Wolf      |
| 26 | Germania (bandiera)   | C     | Maik Wagefeld    |
| 27 | Germania (bandiera)   | C     | Ronny Nikol      |
| 29 | Germania (bandiera)   | D     | Sebastian Pelzer |
| 30 | Germania (bandiera)   | C     | Stefan Süß       |
| 32 | Germania (bandiera)   | D     | Cataldo Cozza    |
| 33 | Rep. Ceca (bandiera)  | A     | Pavel Dobrý      |
| 36 | Germania (bandiera)   | D     | Sepp Kunze       |
| 39 | Germania (bandiera)   | C     | Maik Kegel       |
| 99 | Slovacchia (bandiera) | C     | Marek Penksa     |

## Organigramma societario
Area tecnica
- Allenatore:
- Allenatore in seconda: Jan Seifert
- Preparatore dei portieri: Gunnar Grundmann
- Preparatori atletici:
- Analisi video:

## Calciomercato

### Sessione estiva
| Acquisti | Acquisti         | Acquisti             | Acquisti |
| R.       | Nome             | da                   | Modalità |
| -------- | ---------------- | -------------------- | -------- |
| C        | Maik Wagefeld    | Hansa Rostock        |          |
| C        | Igor Bendovskyi  | Bayer Leverkusen II  |          |
| C        | Benjamin Boltze  | Sachsen Lipsia       |          |
| A        | Thomas Bröker    | Paderborn            |          |
| A        | Pavel Dobrý      | Holstein Kiel        |          |
| P        | Marcus Hesse     | Alemannia Aquisgrana |          |
| D        | Thomas Hübener   | Bayer Leverkusen     |          |
| C        | Lars Jungnickel  | Energie Cottbus      |          |
| C        | Ronny Nikol      | Rot-Weiss Essen      |          |
| C        | Marek Penksa     | Wisła Cracovia       |          |
| C        | Sascha Pfeffer   | Borea Dresda         |          |
| C        | Jens Truckenbrod | Sciaffusa            |          |
| P        | Daniel Zacher    | Dinamo Dresda II     |          |

| Cessioni | Cessioni         | Cessioni           | Cessioni |
| R.       | Nome             | a                  | Modalità |
| -------- | ---------------- | ------------------ | -------- |
| P        | Tino Berbig      | Osnabrück          |          |
| D        | Levente Csik     | Borea Dresda       |          |
| C        | Marc Hensel      | Energie Cottbus II |          |
| A        | Samuel Koejoe    | FSV Francoforte    |          |
| A        | Jan Koziak       | Žalgiris           |          |
| C        | Michael Lerchl   | Energie Cottbus    |          |
| C        | Reimund Linkert  | Eilenburg          |          |
| C        | Alexander Ludwig | St. Pauli          |          |
| D        | Paul Schletzke   | SV SCHOTT Jena     |          |
| A        | Marco Vorbeck    | Augusta            |          |

### Sessione invernale
| Acquisti | Acquisti         | Acquisti        | Acquisti |
| R.       | Nome             | da              | Modalità |
| -------- | ---------------- | --------------- | -------- |
| P        | Christian Person | Carl Zeiss Jena |          |
| A        | Sebastian Helbig | Carl Zeiss Jena |          |

| Cessioni | Cessioni        | Cessioni    | Cessioni |
| R.       | Nome            | a           | Modalità |
| -------- | --------------- | ----------- | -------- |
| C        | Benjamin Boltze | Chemnitz    |          |
| C        | Markus Knackmuß | Pfullendorf |          |

## Risultati

### Regionalliga

#### Girone di andata
| Arbitro: | Ahn |

|                         |           |  |
| Cannizzaro 20’ Asma 59’ | Marcatori |  |

| 8 agosto 2007 2ª giornata |  | – turno di riposo |  |  |

| Arbitro: | Bandurski |

|                |           |  |
| Dobrý 10’, 43’ | Marcatori |  |

| Arbitro: | Schempershauwe |

|              |           |  |
| Lindemann 4’ | Marcatori |  |

| Dresda 25 agosto 2007, ore 14:00 CEST 5ª giornata | Dinamo Dresda | 0 – 0 referto | Lubecca | Rudolf-Harbig-Stadion (10 153 spett.)\| Arbitro: \| Schumacher \| |
| Arbitro:                                          | Schumacher    |               |         |                                                                   |

| Arbitro: | Weiner |

|  |           |           |
|  | Marcatori | 61’ Dobrý |

| Dresda 5 settembre 2007, ore 19:30 CEST 7ª giornata | Dinamo Dresda | 0 – 0 referto | Fortuna Düsseldorf | Rudolf-Harbig-Stadion (13 331 spett.)\| Arbitro: \| Lupp \| |
| Arbitro:                                            | Lupp          |               |                    |                                                             |

| Arbitro: | Hammer |

|           |           |                |
| Busch 83’ | Marcatori | 47’, 52’ Dobrý |

| Dresda 15 settembre 2007, ore 14:00 CEST 9ª giornata | Dinamo Dresda | 0 – 0 referto | Borussia Dortmund II | Rudolf-Harbig-Stadion (8 961 spett.)\| Arbitro: \| Seemann \| |
| Arbitro:                                             | Seemann       |               |                      |                                                               |

| Arbitro: | Metzen |

|                     |           |           |
| Zedi 69’ Klasen 72’ | Marcatori | 34’ Dobrý |

| Arbitro: | Kuhl |

|                                                    |           |  |
| Boltze 21’ Riemer 45’ (aut.) Jungnickel 83’ (rig.) | Marcatori |  |

| Arbitro: | Schumacher |

|                                |           |                            |
| Lenze 9’ (rig.) Oehrl 39’, 63’ | Marcatori | 1’ (rig.) Ulich 71’ Penksa |

| Arbitro: | Joerend |

|                             |           |                               |
| Wagefeld 72’ Dobrý 80’, 90’ | Marcatori | 24’ (rig.) Moritz 85’ Hartwig |

| Arbitro: | Trautmann |

|                          |           |                             |
| Kumbela 54’ Brückner 70’ | Marcatori | 36’ (rig.) Ulich 72’ Hauser |

| Arbitro: | Kircher |

|  |           |            |
|  | Marcatori | 77’ Schulz |

| Arbitro: | Kinhöfer |

|              |           |            |
| Sereinig 19’ | Marcatori | 40’ Penksa |

| Arbitro: | Weiner |

|                                           |           |  |
| Penksa 14’ Bröker 71’ Wagefeld 90’ (rig.) | Marcatori |  |

| Arbitro: | Steuer |

|             |           |                |
| Artmann 78’ | Marcatori | 8’, 24’ Bröker |

| Arbitro: | Metzen |

|           |           |  |
| Würll 44’ | Marcatori |  |

#### Girone di ritorno
| Arbitro: | Steinhaus-Webb |

|                                               |           |              |
| Wagefeld 33’ (rig.) Bröker 77’, 82’ Kegel 78’ | Marcatori | 3’ Zimmerman |

| 8 dicembre 2007 21ª giornata |  | – turno di riposo |  |  |

| Arbitro: | Steinhaus-Webb |

|            |           |                     |
| Pagano 65’ | Marcatori | 90’ (aut.) Kalintas |

| Arbitro: | Weiner |

|           |           |  |
| Würll 56’ | Marcatori |  |

| Arbitro: | Ittrich |

|           |           |  |
| Weber 61’ | Marcatori |  |

| Arbitro: | Schriever |

|  |           |                            |
|  | Marcatori | 29’ (rig.) Kaya 75’ Müller |

| Arbitro: | Frank |

|                    |           |                               |
| Lawarée 26’ (rig.) | Marcatori | 4’ Stocklasa 62’ (rig.) Ulich |

| Arbitro: | Seemann |

|           |           |                                           |
| Dobrý 23’ | Marcatori | 46’ Di Gregorio 52’ Toborg 88’ Großkreutz |

| Arbitro: | Kempter |

|                              |           |  |
| Brzenska 51’ Omerbegović 84’ | Marcatori |  |

| Arbitro: | Fischer |

|                      |           |               |
| Ulich 87’ Penksa 89’ | Marcatori | 62’ Reichwein |

| Arbitro: | Bornhöft |

|  |           |                     |
|  | Marcatori | 4’ Nikol 61’ Bröker |

| Arbitro: | Grudzinski |

|            |           |           |
| Bröker 67’ | Marcatori | 48’ Fuchs |

| Arbitro: | Schalk |

|  |           |                  |
|  | Marcatori | 78’ (rig.) Ulich |

| Arbitro: | Schmidt |

|                             |           |                           |
| Wagefeld 18’ Bendovskyi 90’ | Marcatori | 44’ Rrustemi 75’ Brückner |

| Arbitro: | Kempter |

|                              |           |                         |
| Stuff 7’ Biran 31’, 56’, 64’ | Marcatori | 40’ Bröker 57’ Wagefeld |

| Arbitro: | Wagner |

|            |           |  |
| Bröker 50’ | Marcatori |  |

| Arbitro: | Drees |

|                   |           |              |
| Sağlık 56’ (rig.) | Marcatori | 28’ Ernemann |

| Arbitro: | Dingert |

|  |           |                      |
|  | Marcatori | 5’ Schmidt 41’ Kruse |

| Arbitro: | Aytekin |

|              |           |            |
| Schuppan 64’ | Marcatori | 50’ Bröker |

### Coppa di Germania
| Arbitro: | Sippel |

|  |           |           |
|  | Marcatori | 55’ Grote |

## Statistiche

### Statistiche di squadra
| Competizione      | Punti | In casa | In casa | In casa | In casa | In casa | In casa | In trasferta | In trasferta | In trasferta | In trasferta | In trasferta | In trasferta | Totale | Totale | Totale | Totale | Totale | Totale | DR |
| Competizione      | Punti | G       | V       | N       | P       | Gf      | Gs      | G            | V            | N            | P            | Gf           | Gs           | G      | V      | N      | P      | Gf     | Gs     | DR |
| ----------------- | ----- | ------- | ------- | ------- | ------- | ------- | ------- | ------------ | ------------ | ------------ | ------------ | ------------ | ------------ | ------ | ------ | ------ | ------ | ------ | ------ | -- |
| Regionalliga nord | 55    | 18      | 9       | 5       | 4       | 24      | 15      | 18           | 6            | 5            | 7            | 21           | 24           | 36     | 15     | 10     | 11     | 45     | 39     | +6 |
| Coppa di Germania | -     | 1       | 0       | 0       | 1       | 0       | 1       | 0            | 0            | 0            | 0            | 0            | 0            | 1      | 0      | 0      | 1      | 0      | 1      | -1 |
| Totale            | 55    | 19      | 9       | 5       | 5       | 24      | 16      | 18           | 6            | 5            | 7            | 21           | 24           | 37     | 15     | 10     | 12     | 45     | 40     | +5 |

### Andamento in campionato
| Giornata  | 1  | 2  | 3  | 4  | 5  | 6  | 7  | 8 | 9 | 10 | 11 | 12 | 13 | 14 | 15 | 16 | 17 | 18 | 19 | 20 | 21 | 22 | 23 | 24 | 25 | 26 | 27 | 28 | 29 | 30 | 31 | 32 | 33 | 34 | 35 | 36 | 37 | 38 |
| --------- | -- | -- | -- | -- | -- | -- | -- | - | - | -- | -- | -- | -- | -- | -- | -- | -- | -- | -- | -- | -- | -- | -- | -- | -- | -- | -- | -- | -- | -- | -- | -- | -- | -- | -- | -- | -- | -- |
| Luogo     | T  |    | C  | T  | C  | T  | C  | T | C | T  | C  | T  | C  | T  | C  | T  | C  | T  | C  | C  |    | T  | C  | T  | C  | T  | C  | T  | C  | T  | C  | T  | C  | T  | C  | T  | C  | T  |
| Risultato | P  |    | V  | P  | N  | V  | N  | V | N | P  | V  | P  | V  | N  | P  | N  | V  | V  | V  | V  |    | N  | V  | P  | P  | V  | P  | P  | V  | V  | N  | V  | N  | P  | V  | N  | P  | N  |
| Posizione | 16 | 18 | 12 | 12 | 14 | 12 | 12 | 8 | 8 | 11 | 8  | 10 | 9  | 10 | 11 | 11 | 10 | 9  | 8  | 5  | 8  | 8  | 4  | 10 | 10 | 10 | 10 | 10 | 10 | 9  | 10 | 6  | 7  | 8  | 7  | 8  | 8  | 8  |

Legenda:

Luogo: C = Casa; T = Trasferta. Risultato: V = Vittoria; N = Pareggio; P = Sconfitta.

### Statistiche dei giocatori
| Giocatore      | Regionalliga nord | Regionalliga nord | Regionalliga nord | Regionalliga nord | Coppa di Germania | Coppa di Germania | Coppa di Germania | Coppa di Germania | Totale   | Totale | Totale      | Totale     |
| Giocatore      | Presenze          | Reti              | Ammonizioni       | Espulsioni        | Presenze          | Reti              | Ammonizioni       | Espulsioni        | Presenze | Reti   | Ammonizioni | Espulsioni |
| -------------- | ----------------- | ----------------- | ----------------- | ----------------- | ----------------- | ----------------- | ----------------- | ----------------- | -------- | ------ | ----------- | ---------- |
| I. Bendovskyi  | 26                | 1                 | 2                 | 1                 | 1                 | 0                 | 0                 | 0                 | 27       | 1      | 2           | 1          |
| R. Beuchel     | 3                 | 0                 | 0                 | 0                 | 0                 | 0                 | 0                 | 0                 | 3        | 0      | 0           | 0          |
| B. Boltze      | 13                | 1                 | 2                 | 0                 | 1                 | 0                 | 0                 | 0                 | 14       | 1      | 2           | 0          |
| T. Bröker      | 30                | 10                | 3                 | 0                 | 0                 | 0                 | 0                 | 0                 | 30       | 10     | 3           | 0          |
| C. Cozza       | 19                | 0                 | 1                 | 0                 | 1                 | 0                 | 0                 | 0                 | 20       | 0      | 1           | 0          |
| P. David       | 17                | 0                 | 3                 | 0                 | 1                 | 0                 | 1                 | 0                 | 18       | 0      | 4           | 0          |
| P. Dobrý       | 28                | 9                 | 1                 | 0                 | 1                 | 0                 | 0                 | 0                 | 29       | 9      | 1           | 0          |
| D. Ernemann    | 19                | 1                 | 5                 | 1                 | 1                 | 0                 | 1                 | 0                 | 20       | 1      | 6           | 1          |
| C. Hauser      | 10                | 1                 | 1                 | 0                 | 0                 | 0                 | 0                 | 0                 | 10       | 1      | 1           | 0          |
| S. Helbig      | 3                 | 0                 | 0                 | 0                 | 0                 | 0                 | 0                 | 0                 | 3        | 0      | 0           | 0          |
| O. Herber      | 16                | 0                 | 1                 | 0                 | 0                 | 0                 | 0                 | 0                 | 16       | 0      | 1           | 0          |
| M. Hesse       | 16                | 0                 | 0                 | 0                 | 1                 | 0                 | 0                 | 0                 | 17       | 0      | 0           | 0          |
| T. Hübener     | 31                | 0                 | 11                | 0                 | 1                 | 0                 | 0                 | 0                 | 32       | 0      | 11          | 0          |
| L. Jungnickel  | 17                | 1                 | 3                 | 0                 | 1                 | 0                 | 0                 | 0                 | 18       | 1      | 3           | 0          |
| M. Kegel       | 6                 | 1                 | 0                 | 0                 | 0                 | 0                 | 0                 | 0                 | 6        | 1      | 0           | 0          |
| M. Knackmuß    | 3                 | 0                 | 0                 | 0                 | 0                 | 0                 | 0                 | 0                 | 3        | 0      | 0           | 0          |
| S. Kunze       | 0                 | 0                 | 0                 | 0                 | 0                 | 0                 | 0                 | 0                 | 0        | 0      | 0           | 0          |
| M. Kügler      | 0                 | 0                 | 0                 | 0                 | 0                 | 0                 | 0                 | 0                 | 0        | 0      | 0           | 0          |
| R. Nikol       | 23                | 1                 | 3                 | 0                 | 1                 | 0                 | 0                 | 0                 | 24       | 1      | 3           | 0          |
| V. Oppitz      | 0                 | 0                 | 0                 | 0                 | 0                 | 0                 | 0                 | 0                 | 0        | 0      | 0           | 0          |
| S. Pelzer      | 28                | 0                 | 4                 | 0                 | 0                 | 0                 | 0                 | 0                 | 28       | 0      | 4           | 0          |
| M. Penksa      | 34                | 4                 | 4                 | 0                 | 1                 | 0                 | 0                 | 0                 | 35       | 4      | 4           | 0          |
| C. Person      | 4                 | 0                 | 0                 | 0                 | 0                 | 0                 | 0                 | 0                 | 4        | 0      | 0           | 0          |
| S. Pfeffer     | 9                 | 0                 | 0                 | 0                 | 0                 | 0                 | 0                 | 0                 | 9        | 0      | 0           | 0          |
| M. Stocklasa   | 29                | 1                 | 8                 | 1                 | 1                 | 0                 | 0                 | 0                 | 30       | 1      | 8           | 1          |
| S. Süß         | 0                 | 0                 | 0                 | 0                 | 0                 | 0                 | 0                 | 0                 | 0        | 0      | 0           | 0          |
| J. Truckenbrod | 29                | 0                 | 4                 | 0                 | 0                 | 0                 | 0                 | 0                 | 29       | 0      | 4           | 0          |
| I. Ulich       | 25                | 5                 | 1                 | 0                 | 0                 | 0                 | 0                 | 0                 | 25       | 5      | 1           | 0          |
| T. Votava      | 0                 | 0                 | 0                 | 0                 | 0                 | 0                 | 0                 | 0                 | 0        | 0      | 0           | 0          |
| M. Wagefeld    | 33                | 5                 | 9                 | 0                 | 0                 | 0                 | 0                 | 0                 | 33       | 5      | 9           | 0          |
| R. Wolf        | 6                 | 0                 | 0                 | 0                 | 0                 | 0                 | 0                 | 0                 | 6        | 0      | 0           | 0          |
| P. Würll       | 20                | 2                 | 3                 | 0                 | 1                 | 0                 | 0                 | 0                 | 21       | 2      | 3           | 0          |
| D. Zacher      | 0                 | 0                 | 0                 | 0                 | 0                 | 0                 | 0                 | 0                 | 0        | 0      | 0           | 0          |